# ポルッカラ
ポルッカラ(スウェーデン語: Porkala)はフィンランド南部キルッコヌンミ(Kyrkslätt)にあるフィンランド湾に突き出す半島。ウーシマー県に位置する。
ポルッカラ半島は戦略的価値が高く、要塞砲を設置すればフィンランド湾の半分の距離まで砲撃が可能になる。エストニアとの距離は最も狭いところで36kmであり、同一勢力が対岸のエストニア海岸線を支配している場合、サンクトペテルブルクとバルト海の間の海軍の通行を遮断することが出来る。また、フィンランドの首都のヘルシンキから30kmの位置に位置しており、この場所に勢力を持つ国はフィンランド政府に強い圧力をかけることが出来る。
現在、半島の海岸線は人気の野鳥観察地であり、北極圏のガン族や水鳥などの春の渡りをみることができる

## 歴史
第2次世界大戦の終わり、1944年9月19日にソビエト連邦・フィンランド間で継続戦争の終結で合意したモスクワ休戦協定にしたがって、ソビエト連邦はポルッカラの海軍基地の租借の権利を確保した。ポルッカラ半島は冬戦争後、モスクワ講和条約に基づいて1940年から租借されていたハンコ半島の海軍基地に置き換えられる形となった。キルッコヌンミ、シウンティオ、インゴの一部やデガービーのほぼ全域などの半島を中心とした地域は休戦から10日後の1944年9月29日からソ連に貸与された。当初はネオン・ワヴァシリエヴィチ・アントノフ司令の軍政下に置かれており、アントノフは1945年6月までポルッカラに滞在したが、その後ソ連満州侵攻に向けてアムール小艦隊の司令に移されている。
1944年の休戦によって、地域は50年の期間でソ連に租借された。1947年2月10日、パリ条約で1994年までのこの地域に対するソ連の占領権が再確認された。
ソ連の文治行政がおかれることは無く、ポルッカラの軍司令官を通して管理され、司令官職は元ハンコ海軍基地司令官のセルゲイ・イワノヴィッチ・カバロフが1956年1月26日まで勤めた。
ソ連占領下で、ヘルシンキ・トゥルク間のフィンランドの旅客列車はこの地域を通過する鉄道線を通過することが認められた。しかし、列車の窓はよろい戸が閉められ、写真は禁じられていた。
ソ連によるポルッカラ租借は50年間認められていたが、両国はより早く返還する合意に達した。合意は休戦後ちょうど11年の1955年9月19日に調印され、1956年1月26日に半島の支配権がフィンランドに返還された。早期返還の要因はフィンランド化の進展と技術の進歩による沿岸砲の旧式化、またフルシチョフ政権下のソ連によるスターリニズムの放棄などであり、ポルッカラ早期返還によって事実上フィンランドは中立化した。現在、ポルッカラ地域では半島内ではないものの、ウピンニエミがフィンランド海軍の主要基地のひとつとなっている。

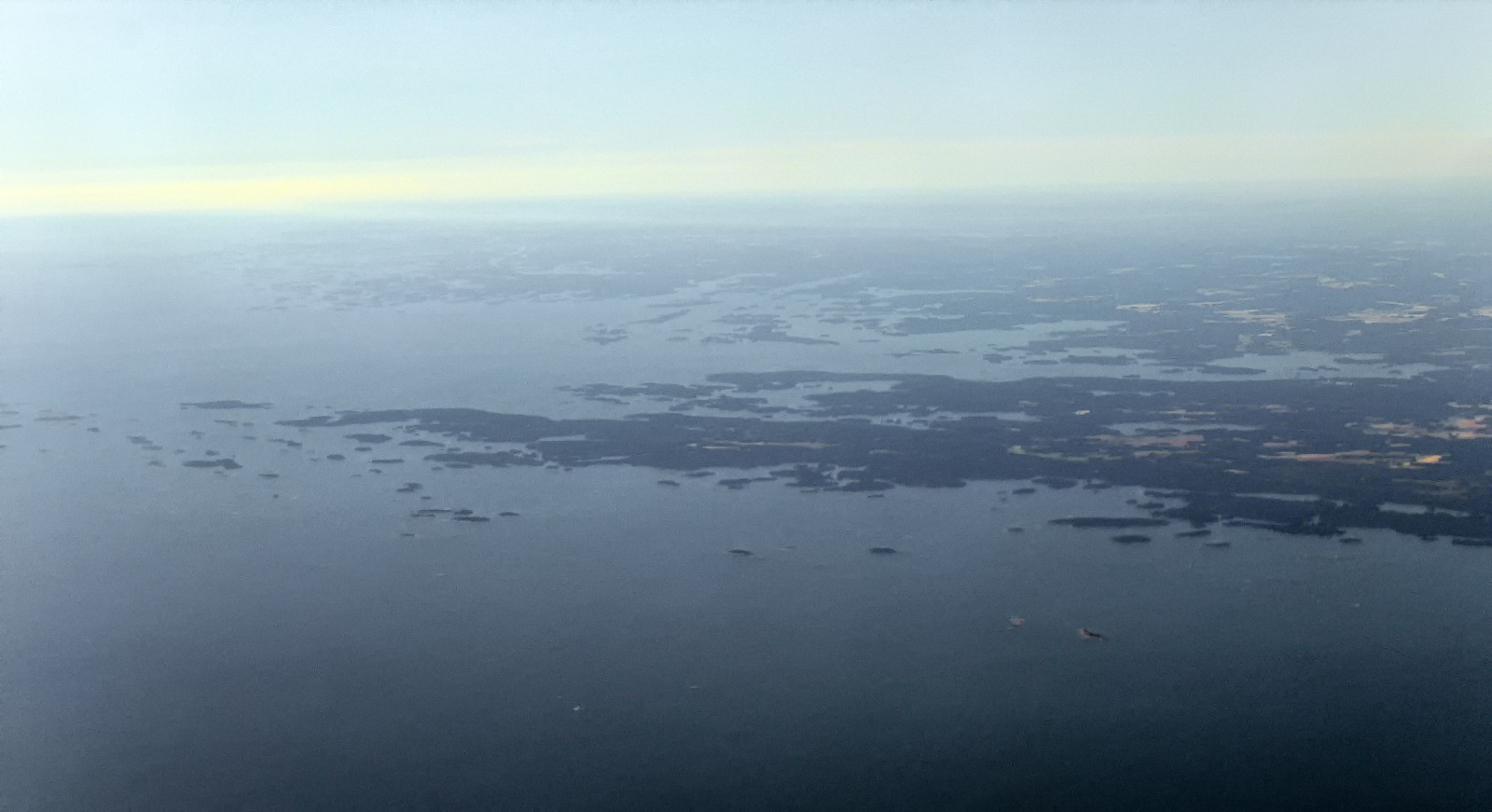
ポルッカラの空撮画像
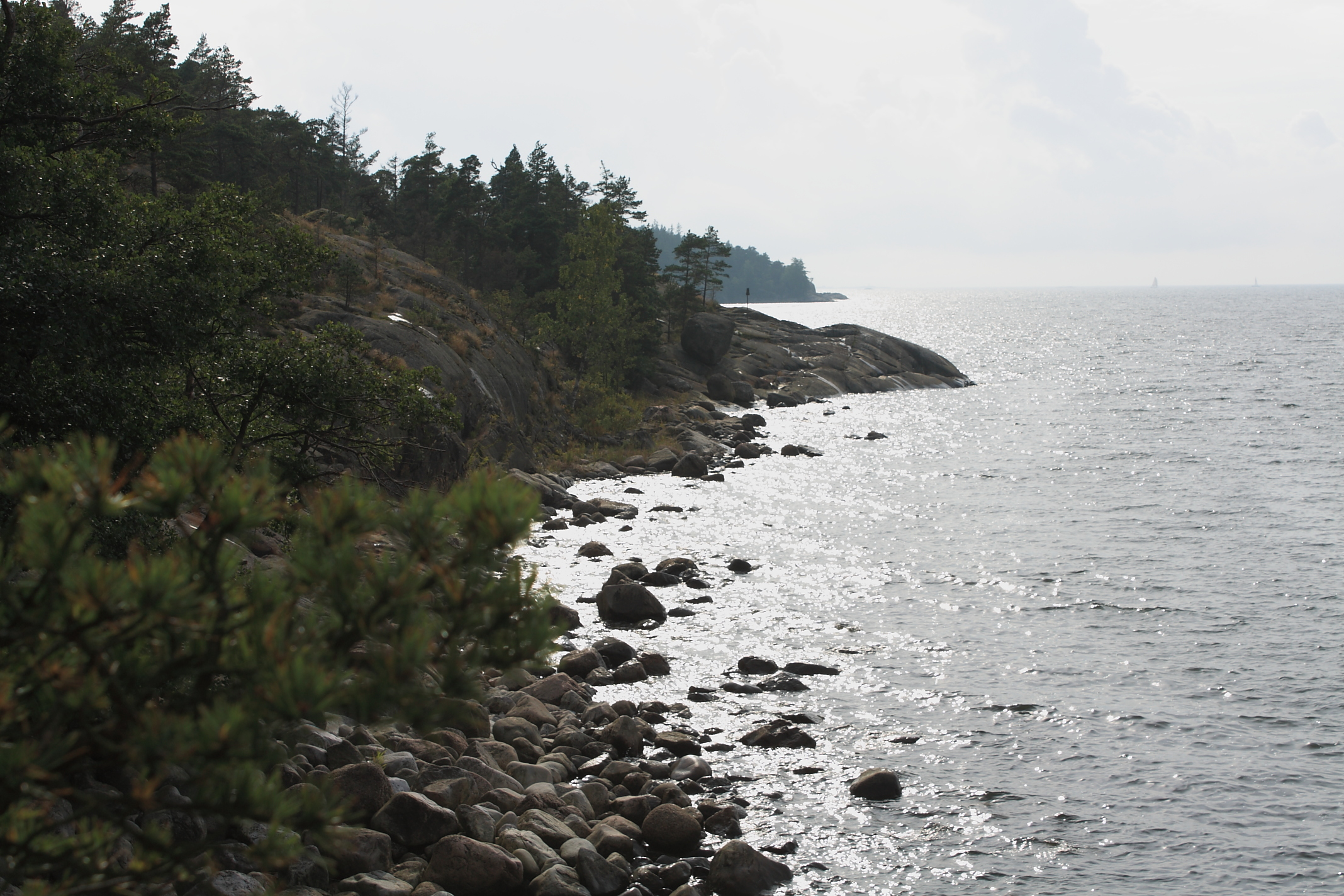
ポルッカラ半島は岩の海岸線を持つ

## 註
1. ↑  “Sixty years ago: Parliament within range of Soviet guns”. Helsingin Sanomat.  オリジナルの2013年12月15日時点におけるアーカイブ。
2. ↑  Антонов Неон Васильевич
3. ↑  The iron curtain comes down, and "the world's longest railway tunnel" is created  (HELSINGIN SANOMAT)